# Bonilla de la Sierra
Bonilla de la Sierra település Spanyolországban, Ávila tartományban. Bonilla de la Sierra Becedillas, Tórtoles, Mesegar de Corneja, Pascualcobo, Cabezas del Villar, Villanueva del Campillo, Casas del Puerto de Villatoro, Villafranca de la Sierra és San Miguel de Corneja községekkel határos. Lakosainak száma 163 fő (2024).

## Népesség
A település népessége az utóbbi években az alábbiak szerint változott:
| Lakosok száma | 196  | 167  | 152  | 136  | 134  | 124  | 123  | 120  | 131  | 163  |
|               | 2001 | 2004 | 2006 | 2009 | 2011 | 2014 | 2016 | 2019 | 2021 | 2024 |